# Слобода Олександр Іванович
Слобода Олександр Іванович (27 серпня 1920, село Дуброви, нині Верхньодвінський район, Вітебська область — 14 листопада 2022) — радянський партійний і державний діяч.

## Біографія
Народився 27 серпня 1920 року у селі Дуброви нині Верхньодвінського району Вітебської області.
1937 року почав працювати трактористом.
У вересні 1940 року призваний до РККА. Служив у Приволзькому військовому окрузі червоноармійцем 27-го окремого розвідувального батальйону 53-ї стрілецької дивізії.
У боях на фронтах Німецько-радянської війни брав участь із 25 червня 1941 року, коли взяв участь у бою на річці Друть під Бєлиничами. Брав участь у боях на Буйницькому полі, де підбив два танки, а також в обороні Могильова. За бої у Білорусії нагороджений орденом Червоного Прапора.
Разом із частиною потрапив до оточення, з якого вийшов у районі Смоленська. У складі 43-ї армії на посаді помічника командира взводу брав участь в оборонних боях під Вязьмою, Малоярославцем та Подільським, а потім у контрнаступі під Москвою.
У 1942 році вступив до лав ВКП(б).
Влітку 1942 року був поранений, після чого лікувався в евакогоспіталі № 7 у Москві, після чого спрямований на Калінінський фронт, де воював на посаді командира роти автоматників у 5-й гвардійській дивізії.
На початку грудня 1942 року направлений до тилу противника на Вітебщину, де став командиром загону № 3 партизанської бригади імені Ленінського комсомолу. Загін дислокувався в селі Стайкове і діяв у Суражському та Городоцькому районах, здійснюючи диверсії на залізницях та нальоти на гарнізони противника. Незадовго до звільнення району Червоною Армією О. Слобода був тяжко поранений у бою та літаком евакуйований на Велику землю.
Під час окупації батьки були розстріляні німцями.
Після лікування в 1944 році обраний секретарем Гомельського обкому комсомолу, а в 1946 році направлений на навчання до Вищої партійної школи, після закінчення якої з 1948 по 1952 роки працював секретарем Бобруйського обкому комсомолу з 1952 по 1959 рік. 1959 по 1961 рік — головою Слуцького райвиконкому, 1961 року обраний на посаду першого секретаря Любанського райкому партії.
Указом Президії Верховної Ради СРСР від 22 березня 1966 року за досягнуті успіхи у розвитку тваринництва, збільшенні виробництва та заготівель м'яса, молока, яєць, вовни та іншої продукції Олександру Івановичу Слободі присвоєно звання Героя Соціалістичної Праці з врученням ордена Леніна та медалі «Золота Зірка».
1970 року призначений заступником голови комітету народного контролю БРСР, а з 1985 року працював головою Мінської обласної Ради ветеранів.
Жив у Мінську, брав участь у ветеранському русі міста.
Депутат Верховної Ради БРСР (1963—1967), депутат Верховної Ради Республіки Білорусь (1990—1994), кандидат у члени ЦК КПБ (1966—1971).
Учасник Параду Перемоги у Москві (1995, 2000, 2005).
Помер 14 листопада 2022.